# Cercetare fundamentală
În cadrul științelor naturii, cercetarea fundamentală constă din cercetări experimentale sau teoretice având ca scop obținerea de cunoștințe noi despre fenomenele naturii, fără a avea în vedere utilizarea lor practică.